# Hydrolagus barbouri
Hydrolagus barbouri is een vis uit de familie kortneusdraakvissen. De vis komt voor in de Grote Oceaan en met name in de open wateren rond Japan. De soort komt voor op diepten van 250 tot 1100 m maar wordt meestal aangetroffen tussen de 600 - 800 m. De vis kan een lengte bereiken van 86 cm. Mannetjes zijn gemiddeld 48 cm en vrouwtjes 55 cm groot.